# Městec Králové
Městec Králové (in tedesco Königstädtel) è una città della Repubblica Ceca facente parte del distretto di Nymburk, in Boemia Centrale.